# Österreichische Handballmeisterschaft 1999/00
Die 39. Saison der Österreichischen Handballmeisterschaft begann im August 1999 und endete im Mai 2000. Der amtierende Meister der Saison 1998/99 HSG Remus Bärnbäch/Köflach, konnte seinen Titel verteidigen.

## Handball Liga Austria
In der höchsten Spielklasse, der HLA, waren zehn Teams vertreten. Die Meisterschaft wurde in mehrere Phasen gegliedert. In der Hauptrunde spielten alle Teams eine einfache Hin- und Rückrunde gegen jeden Gegner. Danach wurde die Liga in zwei Gruppen geteilt.
Die ersten sechs Teams spielten in einer weiteren Hin- und Rückrunde um den Meistertitel, während die letzten vier Teams um den Klassenerhalt kämpfen mussten.

### Grunddurchgang HLA
|     | Verein                         | R  | S  | U | N  | Tore    | Diff. | Punkte |
| --- | ------------------------------ | -- | -- | - | -- | ------- | ----- | ------ |
| 1.  | HC Post Bregenz                | 18 | 13 | 3 | 2  | 501:440 | 61    | 29     |
| 2.  | HSG Remus Bärnbach/Köflach (M) | 18 | 12 | 3 | 3  | 509:447 | 62    | 27     |
| 3.  | Alpla HC Hard                  | 18 | 10 | 1 | 7  | 463:450 | 13    | 21     |
| 4.  | HC erdgas Linz                 | 18 | 10 | 1 | 7  | 432:431 | 1     | 21     |
| 5.  | ATSV Innsbruck                 | 18 | 8  | 2 | 8  | 440:445 | −5    | 18     |
| 6.  | UHC Goldmann Druck Tulln       | 18 | 7  | 4 | 7  | 457:469 | −12   | 18     |
| 7.  | UHC Uniqa Stockerau            | 18 | 7  | 2 | 9  | 474:457 | 17    | 16     |
| 8.  | Telekom Austria WAT Margareten | 18 | 6  | 2 | 10 | 463:482 | −19   | 14     |
| 9.  | HC Sparkasse-Stadtwerke Bruck  | 18 | 3  | 4 | 11 | 412:462 | −50   | 10     |
| 10. | UHK VJV West Wien              | 18 | 3  | 0 | 15 | 411:479 | −68   | 6      |

| Legende | Legende                    |
| ------- | -------------------------- |
|         | Meister-Playoff            |
|         | Abstiegs-Playoff           |
| (M)     | Meister der letzten Saison |

### Meister-Playoff
|    | Verein                         | R  | S | U | N | Tore    | Diff. | Punkte |
| -- | ------------------------------ | -- | - | - | - | ------- | ----- | ------ |
| 1. | HSG Remus Bärnbach/Köflach (M) | 10 | 8 | 1 | 1 | 272:223 | 49    | 21     |
| 2. | HC Post Bregenz                | 10 | 5 | 1 | 4 | 247:246 | 1     | 16     |
| 3. | ATSV Innsbruck                 | 10 | 5 | 2 | 3 | 250:246 | 4     | 13     |
| 4. | Alpla HC Hard                  | 10 | 2 | 4 | 4 | 233:239 | −6    | 11     |
| 5. | HC erdgas Linz                 | 10 | 2 | 2 | 6 | 220:233 | −13   | 8      |
| 6. | UHC Goldmann Druck Tulln       | 10 | 2 | 2 | 6 | 230:265 | −35   | 6      |

### Abstiegs-Playoff
|    | Verein                         | R | S | U | N | Tore    | Diff. | Punkte |
| -- | ------------------------------ | - | - | - | - | ------- | ----- | ------ |
| 1. | UHC Uniqa Stockerau            | 6 | 2 | 2 | 2 | 147:149 | −2    | 9      |
| 2. | Telekom Austria WAT Margareten | 6 | 2 | 2 | 2 | 154:152 | 2     | 8      |
| 3. | HC Sparkasse-Stadtwerke Bruck  | 6 | 3 | 0 | 3 | 144:142 | 2     | 7      |
| 4. | UHK VJV West Wien              | 6 | 2 | 2 | 2 | 161:163 | −2    | 6      |

### HLA-Endstand
|     | Verein                         |
| --- | ------------------------------ |
| 1.  | HSG Remus Bärnbach/Köflach (M) |
| 2.  | HC Post Bregenz                |
| 3.  | ATSV Innsbruck                 |
| 4.  | Alpla HC Hard                  |
| 5.  | HC erdgas Linz                 |
| 6.  | UHC Goldmann Druck Tulln       |
| 7.  | UHC Uniqa Stockerau            |
| 8.  | Telekom Austria WAT Margareten |
| 9.  | HC Sparkasse-Stadtwerke Bruck  |
| 10. | UHK VJV West Wien              |

| Legende | Legende                    |
| ------- | -------------------------- |
|         | EHF Champions League       |
|         | Rückzug aus der Staatsliga |
| (M)     | Meister der letzten Saison |